# 牽牛花開的日子
《牽牛花開的日子》，是一部台灣偶像劇，該劇是一個關於成長的故事 ，主角大哥夏慶恩為了扛起一個家的責任，當完兵後才去考大學，所以27歲還在念大三，為了養家同時打七分工，女朋友遠走國外，而母親歐琇琳意外過世後，又發現自己罹患不治之症，故事十分感人肺腑。

## 劇情簡介
牽牛花之家，準確來說，是一個關於個人經歷和生活環境，如何影響成長的故事。一個破碎窮困的家庭，如何冲破屋屋困境的考驗，在佈滿荆棘的路途中用愛築就未来，堅毅成長。這家子的孩子，除了慶恩和慶俊兩兄弟，其他人都是經過母親一再改嫁，所生下同母異父的孩子。
一家人雖然 “環境”總是受到屋屋困境的考驗，但是每個人對愛的“本質”卻不曾改變。無論是母親一再改嫁甚至最後生死未卜，抑或小妹阿寶的弱智及大哥慶恩的癌症…一道道無從逃避的詛咒，窮困、卑微、低學歷，彷佛被城市所遺棄後，只能選擇自我放逐的‘家’，再經過一番試煉後，像牵牛花般努力的發出了枝芽。一個個牵牛花之家的小孩，不怯懦地選擇了努力站起來，勇敢地面對所處的困境，堅毅的成長著。
牵牛花之家，要告訴大家的即是，成長歷程雖是荆棘滿途，在每個小孩不願屈服的鬥志下，就算苦澀的活著，總會有甘甜的未來！

## 演員列表

### 夏家
| 演員                          | 角色   | 介紹 |
| 吳奇隆                        | 夏慶恩 | 慶恩的人生，是牽牛花的無奈，隨著夕陽餘暉的消失，縱使美麗也只能嘆息 慶恩為了家計，當完兵後才去考大學，所以25歲了還在唸大三，不僅如此，求學時期，被迫像超人般打了好幾份工，成為家中唯一的經濟支柱。日子雖然苦，在慶恩的心裡，他卻是家中唯一擁有過「幸福家庭」的孩子，雖然他十歲那年，父親就因車禍去世，但在這十年裡，至少他還曾有過完整的家庭溫暖。比起其他弟妹，慶恩總是覺得自己得到的已經比他們多很多。母親的第一次改嫁，嫁給了一個原本以為會帶給自己幸福的賭徒，在那段繼父動不動就鞭打辱罵他和二弟慶俊的歲月裡，他開始認清母親對於捍衛家庭的能力實在太缺乏。於是慶恩除了是慶俊的哥哥，也成了孩子的爸，更甚至是照顧母親的老公。身兼數職的他，唯一快樂的是當著蓮蓮的男朋友，只是當慶恩收起為了抗議繼父而刻意的頑劣，以大哥的身份開始保護起弟妹，經由他的努力，雖然做到了長兄如父的範本，卻也因為家人的巨大包袱，失去了當蓮蓮男友的資格。儘管他從不後悔，儘管他心裡只有蓮蓮，面對著自己環境的無奈，慶恩選擇苛刻地對待著自己… |
| 竇智孔                        | 夏慶俊 | 慶俊的成長，是牽牛花的生命力，即使經過風雨的摧殘，仍然可以屹立不搖 慶俊本該高中畢業了，但是留級之故，他還在唸高中。他生下來未滿一歲就沒了爸爸。記憶中的媽媽只知道哭，直到她又開始戀愛，臉上才出現了笑容，但慶俊知道，那笑容也不是給自己的。所以，慶俊整個成長過程是寂寞且孤獨的。基本上，他相信大哥是很恨他的，因為大家都說，是慶俊剋死了他們的爸。所以後來媽媽改嫁，那個姓李的賭鬼一天到晚打他出氣，大哥總是遠遠的看著，從不伸出援手。慶俊一直告訴自己，他要比他大哥更壞更狠更囂張，所以他一直在外面鬼混。當有一天他大哥突然轉性了，堅決「不玩了」，慶俊還有點拳頭打在棉花上的空虛感。因為他始終想著一個畫面：他跟大哥的生死決鬥！最後大哥向他宣告「罹患淋巴癌」的時候，他知道，再沒那場生死決鬥了！而他這才懂得，自己始終是愛著大哥的。為了達成大哥的心願，也為了可以不讓人看扁自己的人生，慶俊在大哥離世後，決定正視自己的人生，也決定跟隨著大哥的腳步，無怨無悔地誓死捍衛地保護著自己的親人！慶俊相信，只要像牽牛花一樣，不懼荒煙蔓草，就算沒有別人的照顧，自己還是可以堅強綻放，只要自己不怕跌倒，站的起來，就不會永遠活在卑微的地面上！於是積極地開始為了自己的家，努力不懈地爭取一個完整… |
| 汪政緯（童年） 楊銘威（成年） | 歐洋洋 | 洋洋，是牽牛花的適應力，既使荒煙漫草，不需照顧，依舊可以生長 嚴格說起來，洋洋是個私生子，雖然琇琳總叫洋洋他爸「老公老公」，但那個老公早已有老婆，而琇琳名份上的老公還是寶兒他爸，所以洋洋跟著琇琳姓。誰知，男人的老婆抓姦在床，要告琇琳破壞家庭，最後琇琳只能簽下切結書，琇琳跟那男人一刀兩段之後才發現，自己懷了孕！洋洋人小鬼大，比姊姊、二哥都成熟懂事，尤其喜歡幫著大哥抓二哥的小辮子。當琇琳決定第五度改嫁，對方當時同意琇琳把最小的兒子帶在身邊，可是洋洋卻一口拒絕了。因為小時候幫他把屎把尿的、夜裡哄他入睡的、在學校被人潮笑私生子會出面幫自己解決的全都不是媽媽，他寧可留在這個他習慣的、又髒又亂又小又臭的家裡，等待再次受了情傷的媽媽歸來，因為這裡，才是他的家。 |
| 李佳豫                        | 李阿寶 | 寶兒的生命，是牽牛花的花瓣，細緻卻柔弱，不必使勁就可摧毀 寶兒的實際年齡已經十七歲了，也許是因為失智，讓她成為這個家庭裡最快樂的一份子！寶兒他爸本來是區公所的小辦事員，不知道怎麼輾轉認識了琇琳，一開始是好心的沒事到他們家噓寒問暖，接著有一天慶恩翹學回家，就發現寶兒他爸躺在琇琳的床上。沒多久，琇琳懷了寶兒，寶兒他爸也爽快的娶了琇琳。琇琳這才發現寶兒他爸愛賭，早就一屁股債，最後連慶恩他爸死後的保險費都輸光了！寶兒發高燒那夜，他爸失蹤了，琇琳哭了整夜，慶恩和慶俊卻高興了一夜，誰料，一大早，慶恩就發現寶兒口吐白沫、雙眼發直……從此，寶兒的心智再沒長大過。他爸也再沒回來過。 |
| 李之勤                        | 歐琇琳 | 琇琳的愛情，是牽牛花的花期，早上開花，一下子就凋謝，既虛無又短暫 琇琳四十好幾了，但是不曉得她已經是四個孩子的媽的人，絕對會以為琇琳只是個美麗的熟齡淑女。加上琇琳有著不食人間煙火般的氣質，及一雙無辜的水汪汪大眼，總惹人憐愛，更多的時候男人是無法抵抗像琇琳這樣的女子…只是不管外表如何，琇琳的心，卻永遠百分之百停留在敢愛敢恨，不顧一切追尋愛情的少女時期。對琇琳來說，美麗的愛情是她生命唯一的嚮往，也是她終身追求不倦的目標。面對愛情，這樣奮不顧身、飛蛾撲火的後果，讓她經歷了一而再、再而三的婚姻失敗。這樣的任性，也造就了日後，她四個同母異父的孩子，顛沛流離的命運。 |
| 檢場                          | 陳自強 | 琇琳的新老公。房屋仲介業務，為人敦厚老實。 |
| 洪都拉斯                      | 李國輝 | 李阿寶的父親，好賭。 |

### 蔡家
| 演員   | 角色   | 介紹 |
| 謝瓊煖 | 蔡母   | 個性聒噪、純樸敦厚的中年婦人。自先生車禍喪命後，便獨力經營水電行，供英美念完大學。十分擔心英美的殘疾，經常幫英美安排相親。對英美鍾情於慶恩亦喜亦憂，但最終還是尊重英美的決定。 |
| 梁又琳 | 蔡英美 | 英美是慶俊的班導師，心地善良、個性直爽、好管閒事。所以當慶俊留級到她的班上時，她格外留意這個酷酷又獨來獨往的大男孩，因此和慶俊的大哥慶恩相識。英美漸漸的被慶恩藏在驕傲底下的自卑、憂鬱所吸引，但她卻因為自己的殘障而自卑著，尤其，當美麗的蓮蓮的出現，更讓英美退卻。然而，當她得知慶恩罹患癌症，英美隱忍著自己的哀傷，一路幫著慶恩完成心願。故事最終，在這個善良的老師鼓勵和支持下，流氓學生慶俊，竟成為名律師。 |

### 榮家
| 演員   | 角色   | 介紹 |
| 應采靈 | 榮母   | 出身名門之後，十分講究穿著及身段。雖有教養、但門第、階級觀念極重。中年喪夫後繼承大筆家產，卻對經商毫無興趣，虔心吃齋念佛。對自小帶大的大宇能功成名就十分滿意，一意期望將獨生女蓮蓮嫁給大宇。對大宇幾乎是毫無保留的信任，也因此埋下日後大宇謀奪榮家家產的遠因。                                                   |
| 楊謹華 | 榮蓮蓮 | 慶恩大學時的初戀女友。漂亮、聰明、大方。因為父親經商的關係不得不全家遠赴英國定居，也從此與慶恩斷了關係，直到蓮蓮回國，某次在醫院與慶恩不期而遇，兩人的戀情再度復活，但慶恩的生命卻已走到了盡頭。在親情與愛情之間，蓮蓮毅然選擇了愛情，陪伴慶恩度過人生最後的時光；這也讓大宇感到莫名的悲憤，從而對蓮蓮由愛轉恨。 |
| 高振鵬 | 元叔   | |

### 大宇事務所
| 演員   | 角色   | 介紹 |
| 張天霖 | 江大宇 | 蓮蓮的老公。名律師，因替蓮蓮的父親打贏一場棘手的官司後在業界享有盛名。雖然外表總是沈著冷靜，但生性善嫉善妒。所以，當他發現蓮蓮與慶俊的互動頻繁後，表面按兵不動，卻已然展開報復的行動。 |
| 林利霏 | 蘇菲   | Rose鋼琴酒吧老闆娘。外型亮麗，交際手腕一流，熟客遍及黑白兩道。在大宇還是潦倒窮小子時，給了大宇充分的金錢援助，而大宇當時僅能以肉體回報。在大宇功成名就後，又搖身一變成了大宇的紅粉知己。但蘇菲對大宇的感情早已超越了玩票性質，大宇卻對蓮蓮情有獨鍾。蘇菲一方面期待大宇能有圓滿婚姻、事業更上一層樓，另一方面卻又不捨與大宇多年的關係，蘇菲的精神狀態在矛盾折磨下產生了不自覺的異常，也使得她漸漸出現一些瘋狂的舉動。 |

### 范家
| 演員   | 角色   | 介紹                                                                           |
| 沈孟生 | 范建福 | 歐洋洋、范曉希的父親                                                           |
| 柯淑勤 | 淑慧   | 范建福妻子                                                                     |
| 鍾欣怡 | 范曉希 | 慶俊學校的校花，以嗆辣聞名，喜歡慶俊，只要是慶俊需要幫忙的地方，一定在所不辭。 |

### 其他演出
| 演員           | 角色          | 介紹                                           |
| 地球           | 鮑札/爆炸     | 夏慶俊五專同學。                               |
| 朱峻偉(朱威旭) | 林發國/法國   | 夏慶俊五專同學。                               |
| 蔡育鵬         | 竇紐全/鬥牛犬 | 夏慶俊五專同學。                               |
| 李易           | 李達紈/丸子   | 夏慶恩餐廳打工同事。                           |
| 謝承均         | 劉政翰        | 夏慶恩高中同學，在路上解救阿寶而跟夏家熟悉。   |
| 何姵蓓         | 榮蓮蓮的好友  | 榮蓮蓮的好友，有位醫生未婚夫。                 |
| 黃士偉         | 胡昆豐        | 阿美老師的相親對象，隨後陪同阿美老師出國唸書。 |
| 范鴻軒         | 狼哥          |                                                |
| 張龍           | 高伯伯        | 夏慶恩工作的貨運公司老闆。                     |
| 陳立芹         | 美馨          | 劉政翰的未婚妻，之後帶阿寶出國唸書。           |

## 電視曲目
| 曲別   | 歌名                   | 演唱者 | 作詞                  | 作曲           |
| 片頭曲 | 今晚你想念的人是不是我 | A-Lin  | Lee Kyeong Nam/徐世珍 | Lee Hyun Jeong |
| 片尾曲 | 壞人                   | 方炯鑌 | 馬嵩惟                | 方炯鑌         |
| 插曲   | 愛情第一課             | 阿蓮   | 楊杰                  | 楊楊           |
| 插曲   | 捨不得                 | 弦子   | 馬嵩惟                | 張正宗         |
| 插曲   | 你不必愛我             | 方炯鑌 | 馬嵩惟                | 方炯鑌         |
| 插曲   | 不想結束               | 阿蓮   | 吳家昌                | 陳冠甫         |
| 插曲   | 深愛的老朋友           | 方炯鑌 | 馬崧惟                | 方炯鑌         |
| 插曲   | 不想睡                 | 游喧   | 游喧                  | MASA           |

## 外部連結
- 《牽牛花開的日子》中視官方網站 （页面存档备份，存于）
- 《牽牛花開的日子》TVBS官方網站 （页面存档备份，存于）

| 中視 每週一至週四20:00-22:00         | 中視 每週一至週四20:00-22:00               | 中視 每週一至週四20:00-22:00 |
| ------------------------------------ | ------------------------------------------ | ---------------------------- |
|                                      | 牽牛花開的日子 （2008.09.08 - 2008.10.30） |                              |
| 六個孩子 （2008.06.03 - 2008.09.04） | 光陰的故事 （2008.11.10 - 2009.02.17）     |                              |

| 公視HD台 每週一至週五 22:00-23:00 （11月24日、11月25日播出時間為23:00 - 00:00） | 公視HD台 每週一至週五 22:00-23:00 （11月24日、11月25日播出時間為23:00 - 00:00） | 公視HD台 每週一至週五 22:00-23:00 （11月24日、11月25日播出時間為23:00 - 00:00） |
| ------------------------------------------------------------------------------- | ------------------------------------------------------------------------------- | ------------------------------------------------------------------------------- |
|                                                                                 | 牽牛花開的日子 （2008.11.24 - 2008.12.30）                                      |                                                                                 |
| 惡女阿楚                                                                        | 這三個女人 （2009.01.05 - 2009.02.09）                                          |                                                                                 |

| TVBS歡樂台 星期一至五20:00 - 21:00 | TVBS歡樂台 星期一至五20:00 - 21:00         | TVBS歡樂台 星期一至五20:00 - 21:00 |
| ---------------------------------- | ------------------------------------------ | ---------------------------------- |
|                                    | 牽牛花開的日子 （2012.12.19 - 2013.03.25） |                                    |
| 姊妹 （2012.07.13 - 2012.12.18）   | 姐姐立正向前走 （2013.03.26 - 2013.05.06） |                                    |